# Агентство внутрішньої безпеки
Агентство внутрішньої безпеки (пол. Agencja Bezpieczeństwa Wewnętrznego, ABW) — спецслужба Польщі, завданням якої є забезпечення внутрішньої безпеки, включаючи контррозвідку, боротьбу з тероризмом, контрабандою зброї, незаконним обігом наркотиків, організованою злочинністю, корупцією та економічними злочинами. Штаб-квартира «ABW» розташовується у м. Варшаві на вулиці Раковецькій у районі Мокотув. Керівник «ABW» підпорядковується безпосередньо прем'єр-міністрові Польщі, який у свою чергу забезпечує контроль над «ABW».

## Історія
«ABW» створили під час прем'єрства Лешека Мілера 29 червня 2002 р. У травні посли польського Сейму схвалили законопроєкт про реформу спецслужб, відповідно до якого було ліквідовано Управління охорони держави і створені дві нові спецслужби — Агентство внутрішньої безпеки та Агентство розвідки.

## Керівники
- Анджей Барчіковський (29 червня 2002 р. — 3 листопада 2005 р.)
- Вітольд Марчук (30 листопада 2005 р. — 12 вересня 2006 р.; 3-30 листопада 2005 р. як «виконувач обов'язків»)
- Богдан Свячковський (19 жовтня 2006 р. — 2 листопада 2007 р.; 12 вересня — 19 жовтня 2006 як «в. о.»)
- Єжи Кічинський (2 листопада — 15 листопада 2007 р. як «в. о.»)
- Томаш Клімек (15 листопада — 16 листопада 2007 як «в. о.»)
- Кшиштоф Бондарик (від 16 січня 2008 р. до 15 квітня 2013 р.; 16 листопада 2007 р. — 16 січня 2008 р. як «в. о.»)
- Даріуш Лучак — з 15 квітня 2013 р..

## Завдання
Його повноваження включають в себе
- проведення розслідувань,
- оперативно-розшукову роботу,
- арешти підозрюваних,
- проведення контртерористичних операцій за участю антитерористичних підрозділів[3].